# Rolling With The Punches (Di-rect)
Rolling With The Punches is het achtste studioalbum van DI-RECT uit 2017. Het is het eerste album met gitarist Paul Jan Bakker als officeel bandlid, op het album Time Will Heal Our Senses was hij al te horen als gastmuzikant. Van het album Rolling With The Punches is alleen Crazy Madonna als single uitgebracht.

## Nummers
Alle muziek is geschreven door Di-rect.
| 1.                 | Hurricane              | DI-RECT Guus van der Steen                                        | 4:08 |
| 2.                 | Crazy Madonna          | DI-RECT Guus van der Steen Tijmen van Wageningen                  | 3:00 |
| 3.                 | Rockstar               | DI-RECT Guus van der Steen                                        | 3:04 |
| 4.                 | Ricochet               | DI-RECT Guus van der Steen Tijmen van Wageningen                  | 3:59 |
| 5.                 | All The Way            | DI-RECT Guus van der Steen Tijmen van Wageningen Vince Van Reeken | 4:29 |
| 6.                 | Wouldn't Understand It | DI-RECT Guus van der Steen Tijmen van Wageningen                  | 5:16 |
| 7.                 | Come Into The World    | DI-RECT Guus van der Steen                                        | 6:11 |
| 8.                 | With A Little Help     | DI-RECT Guus van der Steen                                        | 3:25 |
| 9.                 | Lovin' The City        | DI-RECT Guus van der Steen Tijmen van Wageningen                  | 4:09 |
| 10.                | Love In Kind           | DI-RECT Guus van der Steen Tijmen van Wageningen                  | 4:23 |
| Totale duur: 42:01 |                        |                                                                   |      |

## Bezetting
- Marcel Veenendaal - zang
- Frans van Zoest - gitaar
- Paul Jan Bakker - gitaar
- Bas van Wageningen - basgitaar
- Jamie Westland - drums

## Gastmuzikanten
- Bella Hay, Dick Westland, Sergio Escoda, Tijmen van Wageningen - zang & handklap
- Pablo Martinez Hernandez - trombone
- Jos Teeken - cello
- Romain Bly - hoorn
- Sergio Escoda, Tijmen van Wageningen - toetsen
- Guido Nijs - saxofoon
- Louk Boudesteijn - trombone
- Jan van Duikeren - trompet
- Jan Erik Van Regteren Altena, Laura van der Stoep, Marieke De Bruijn, Vera Van Der Bie - viool

## Productie
- Producer - James Lewis
- Fotografie - Rick Arnold